# نيكولاس فريري
نيكولاس فريري (بالإسبانية: Nicolás Freire)‏ (18 فبراير 1994 في الأرجنتين - ) هو لاعب كرة قدم أرجنتيني في مركز الدفاع. لعب مع أرجنتينوس جونيورز.

## وصلات خارجية
- نيكولاس فريري على موقع الاتحاد الأوربي (الإنجليزية)
- نيكولاس فريري على موقع الدوري الأمريكي (الإنجليزية)
- نيكولاس فريري على موقع قاعدة بيانات كرة القدم.إي يو (الإنجليزية)
- نيكولاس فريري على موقع ليكيب (الفرنسية)
- نيكولاس فريري على موقع Soccerway.com (الإنجليزية)
- نيكولاس فريري على موقع عالم كرة القدم.نت (الإنجليزية)